# 성학집요
《성학집요》(聖學輯要)는 조선의 유학자 이이의 정치철학 저서이다. 

## 작품 소개
선조 8년, 붕당정치가 시작되던 해에 율곡은 선조가 현명한 임금이기를 바랐으나 기대에 미치지 못했다. 그러다 보니 개혁이 이루어질 듯한 분위기는 조성되었으나 구체적으로 성과를 내지 못하고 좌절되곤 했다. 이 책은 이처럼 애매하고 답답한 시기에 진퇴양난의 고뇌를 안고 있던 율곡의 희망과 절망이 동시에 담겨 있는, 임금에게 남은 희망을 걸고 학문적 역량을 다 쏟아 부은 역작이다.
이 책은 직접 왕을 대상으로 삼고 있는 흔치 않은 형식인데, 당시의 왕은 선조였으므로 선조를 위해 지은 책인 셈이다. 그만큼 선조가 좀 더 철두철미하게 개혁을 시행할 수 있는 군주이기를 바랐던 것이다. 책을 지어 올리면서 함께 바친 차자(箚子)를 보면 선조의 성격과 장단점을 자세히 지적하고 개선해야 할 방향을 제시했다. 〈위정〉(爲政) 편에서는 창업(創業), 수성(守成), 경장(更張)이 필요한 시기를 구분하고는 가장 어려운 것이 경장이라고 하면서 자세히 논했다. 율곡은 자신이 살았던 시대를 경장이 필요한 시기라고 진단했던 것이다. 선조의 등극과 사림의 정계 진출로 개혁 드라이브를 강하게 걸기를 희망했던 율곡은 기대와 달리 기존의 세력이나 관행은 청산되지 못한 채, 개혁을 추진해야 할 주체인 사림파 스스로가 동·서로 분열되는 상황을 겪으면서 중심에 있는 임금이 확고하지 않고서는 개혁이 이루어질 수 없음을 절감했다.
율곡은 선조에게 기대와 실망을 동시에 가진 듯하다. 율곡은 선조에 대해 “총명한 자질을 갖고 있지만 도량이 넓지 못해 남이 단점을 지적하면 자신을 알아주지 못한다며 받아들이지 않고, 자신이 잘한다고 생각하는데 더 잘하라고 충고하면 거꾸로 방향을 선회해 버리는 객기를 부리며, 유능한 사람을 전적으로 믿지 못하고, 잘못된 사람도 과감하게 청산하지 못한다”고 지적했다. 〈위정〉 편에서는 인재 등용에 관해 길게 논했는데, 인재 등용이야말로 정치의 향방을 가름하는 가장 중요한 정치 행위로 보았기 때문일 것이다. 최종 인사권자인 임금은 직접 어떤 일을 할 필요가 없고, 적합한 사람을 등용해 맡겨두면 된다. 제대로 된 사람을 쓸 수 있는 임금이 훌륭한 임금인 것이다. 제대로 된 사람을 알아보고 등용하고 맡기려면 그만한 인격이 갖추어져야 하는데, 그렇게 되기 위해 임금은 욕심이 적어야 하며, 또 자기주장을 접고 남의 의견을 받아들일 수 있는 아량이 있어야 한다. 《성학집요》뿐만 아니라 유학에서 거론되는 최고의 왕은 훌륭한 신하들에 둘러싸인 채 손을 놓고 있는 모습이다.
이 책에 대한 종전의 평가가 어떠했는지는 실록의 관련 기사를 보면 짐작할 수 있다. 직접 책을 받은 선조가 높이 평가한 것은 물론이고, 숙종 이후부터는 경연의 텍스트로 쓰일 만큼 비중 있는 저술이었다. 경연은 왕의 학습이 행해지던 장이라는 점을 감안할 때 왕을 독자로 설정한 이 책을 텍스트로 사용했다고 해서 특별한 의미를 부여할 수는 없을지도 모르겠다. 왕을 대상으로 했다는 특징을 넘어 이 책은 보다 넓은 독자층을 가질 수 있는 내용을 담고 있다는 점에서도 가치가 있었다. 서문에서 밝혔듯이 지은이의 내심에 설정된 독자는 학문에 관심 있는 모든 사람이었다. 수신·제가·치국평천하는 누구에게나 통용될 수 있는 수기·치인으로 대치할 수 있고, 왕에게만 해당되는 내용을 제외하면 누구에게나 적용될 수 있다. 또 책 전체의 절반을 차지하는 〈수기〉는 모든 사람에게 통용될 수 있다.

## 참고 자료
- 전혜경 역, 2009년, 지식을만드는지식 ISBN 978-89-6228-405-8
- 본 문서에는 지식을만드는지식에서 CC-BY-SA 3.0으로 배포한 책 소개글을 기초로 작성된 내용이 포함되어 있습니다.